# Josef Hlouch
Josef Hlouch (26. března 1902, Lipník – 10. června 1972, České Budějovice) byl římskokatolický teolog, duchovní, vysokoškolský pedagog a v letech 1947–1972 devátý biskup českobudějovický.
Podrobný životopis Josefa Hloucha zpracoval historik František Kolouch v knize Milion duší.

## Životopis
Narodil se v chudé rolnické rodině v Lipníku v okrese Třebíč. Základní školu navštěvoval v Hrotovicích. Středoškolská studia absolvoval na Arcibiskupském gymnáziu v Kroměříži.
V kněžském semináři v Olomouci se připravoval na službu duchovního a kněžské svěcení přijal 5. července 1926. Mezi lety 1926 a 1928 působil jako kaplan postupně ve farnostech: Spálov, Kladky u Prostějova, Jesenec u Konice, Brantice u Krnova. V září 1928 byl ustanoven správcem farnosti Hodolany na olomouckém předměstí. Mladý schopný kněz měl pomoci s dostavbou zdejšího kostela. V místech svého působení se projevoval jako dobrý kazatel. Zároveň pokračoval ve studiu teologie na Cyrilometodějské bohoslovecké fakultě v Olomouci. V roce 1934 zde habilitoval, v roce 1945 se stal profesorem pastorální teologie.

### Jmenování biskupem
25. června 1947 byl jmenován v pořadí devátým biskupem českobudějovickým. (konsekrace 15. srpna v Dómu sv. Václava v Olomouci, intronizace 7. září, obé téhož roku). Po komunistickém puči v únoru 1948 byla novým režimem zahájená proticírkevní kampaň s cílem oddělit Katolickou církev v Československu od Svatého stolce. Biskup Hlouch proti této politice veřejně vystoupil. Dne 19. června 1949 o Slavnosti Božího Těla u katedrály sv. Mikuláše v Českých Budějovicích před shromážděnými v početném eucharistickém průvodu odsoudil postup státu. Od toho okamžiku Státní bezpečnost monitorovala každý jeho krok. Na biskupskou konzistoř byl dosazen vládní zmocněnec, čímž byl de facto biskupovi znemožněn výkon jeho úřadu.

### Konflikt s totalitní mocí
Od konce dubna 1950 se ocitl v úplné izolaci. Konzistoř vedl komunisty dosazený generální vikář. Vrátnici biskupství střežili dva příslušníci StB a znemožnili biskupovi jakýkoliv kontakt s veřejností. Všechny návštěvy byly z nařízení Státního úřadu pro věci církevní zakázány, biskup nesměl svou rezidenci opustit. I při procházkách po zahradě ho doprovázel člen StB.
V roce 1951 odmítl složit slib věrnosti republice a podepsat jmenování nových vikářů loajálních režimu. StB ho vyhodnotila jako nebezpečného třídního nepřítele a začala pracovat na jeho odstranění z konzistoře. V trestním oznámení Komise Národního výboru v Českých Budějovicích z 29. března 1952 stojí, že se Hlouch pokusil mařit opatření, která učinil Státní úřad pro věci církevní, čímž projevil nepřátelský postoj vůči lidově demokratickému zřízení. Uvedeným trestním oznámením mu byla vyměřena pokuta 50.000,– Kčs a ministerstvem vnitra určen nucený pobyt mimo konzistoř.

### Nucená internace
Prvním místem nucené internace byl bývalý františkánský klášter Čtrnácti sv. Pomocníků v Kadani. V září 1952 převezen do Růžodolu u Liberce, kde se setkal s arcibiskupem Beranem zadržovaným od roku 1951. Oba vězni byli ubytováni v osamělé vile. V přísném režimu měli povolenu denně pouze jednohodinovou vycházku na zahradu. Pošta byla kontrolována a případné návštěvy byly umožněny jen v budově ministerstva vnitra.
Dne 17. dubna 1953 byli Hlouch a Beran přemístěni do zámečku v Myštěvsi u Nového Bydžova. Zde zastihli další biskupy ve stejné situaci – brněnského Karla Skoupého a Róberta Pobožného ze slovenské Rožňavy. Režim zde byl mírnější, avšak trpěli nedostatkem vody a jídla.
Zdravotní stav biskupa Hloucha se začal zhoršovat. V roce 1954 byl převezen na léčení do Prahy.
Po uzdravení byl převezen do Šebetova u Boskovic do budovy místního zámku. Zde byl od roku 1953 umístěn ústav pro hluchoněmé ženy v péči školských sester de Notre Dame. Podmínky internace zde byly volnější a umožnily Hlouchovi vrátit se k literární činnosti. V roce 1957 zde sepsal životopis své duchovní dcery Anny Marie Zelíkové (byl jedním z jejích duchovních vůdců) a rozpracoval soubor duchovních úvah s názvem Minutěnka.
Začalo přibývat návštěv z jeho diecéze, poněvadž místo jeho pobytu se dostalo na veřejnost. Následoval převoz do přísněji střežených prostor Viktorovy vily v Paběnicích a znovu se ocitl ve společnosti spoluvězňů biskupů Josefa Berana a Karla Skoupého.
Z iniciativy papeže Jana XXIII. byla v roce 1963 zahájena jednání mezi Svatým Stolcem a ČSSR o propuštění biskupů z internace. V dubnu 1963 se dostal Hlouch na svobodu. Po ozdravném pobytu ve Františkových Lázních odejel do Koclířova u Svitav a přístřeší našel v charitním domě školských sester de Notre Dame. Zde dopsal sbírku duchovních úvah Minutěnka.

### Návrat do úřadu

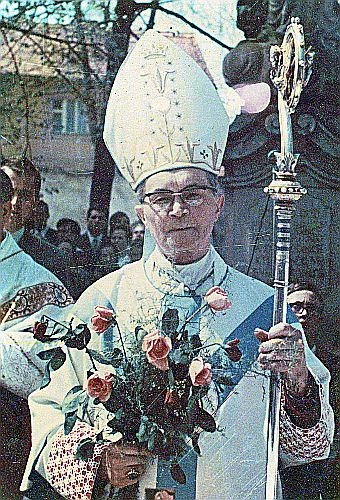

Pražské jaro 1968 a s ním spojené uvolnění poměrů umožnilo Hlouchovi návrat do Českobudějovické diecéze. 9. června 1968 se znovu ujal svého úřadu a ihned se pustil do generální opravy katedrály svatého Mikuláše. Lepší časy však neměly dlouhého trvání. Invaze vojsk Varšavské smlouvy do Československa ve středu 21. srpna 1968 způsobila návrat totalitní moci se všemi negativními dopady na život společnosti. Nové šikanování nepohodlných církevních představitelů se stalo biskupu Hlouchovi osudným.

### Smrt
Biskup Josef Hlouch zemřel dne 10. června 1972 poté, co byl předchozí den zbit příslušníky StB. Je pohřben na hřbitově svaté Otýlie (odd. VIII) v Českých Budějovicích. Svůj díl viny na jeho smrti měl krajský církevní tajemník Leo Drozdek, který cílevědomě pravidelně navštěvoval biskupa Hloucha v jeho rezidenci a týral ho několikahodinovými rozhovory a hádkami. Přitom mu tykal (jako funkcionář KV KSČ), nechal si nalévat slivovici a záměrně hodně kouřil.
Jubilejní rok 2012 byl diecézí vyhlášen jako rok biskupa Josefa Hloucha. Vzpomenuto bylo i 50. výročí skončení jeho pozemské pouti v roce 2022.

## Proces blahořečení
V říjnu 2015 Česká biskupská konference schválila žádost českobudějovické diecéze o zahájení diecézního procesu beatifikace biskupa Josefa Hloucha. V březnu 2018 schválil Svatý stolec zahájení procesu blahořečení.

## Připomínky
- Pamětní deska Josefu Hlouchovi v Lipníku[7]
- Pamětní deska Josefu Hlouchovi v Českých Budějovicích[8]
- Památník Josefu Hlouchovi v Koclířově[9]
- Pamětní deska Josefu Hlouchovi v Kadani[10]

## Poznámka
Sekretářem biskupa Hloucha byl Miloslav Vlk (od června 1968 do srpna 1971, poté byl této funkce komunisty zbaven), od roku 1994 kardinál a v letech 1991–2010 arcibiskup pražský. Synovec biskupa Hloucha Václav Hlouch byl do roku 2005 arciděkanem v Mladé Boleslavi. Poté na stejném místě působil jako výpomocný duchovní.

## Dílo
- Osoby umučení Páně v profilu dnešní doby, 1935
- Konverse a konvertité, hledání a návraty, 1939
- Matka Boží v řádu spásy a života, 1940
- Ježíš Bůh svátostný posvětitel života. 1941
- Cyklus rozjímání o mši svaté, 1952 (napsáno v internaci, cyklostyl)
- Mešní kolekty, 1955 (napsáno v internaci, cyklostyl)
- Anna Marie Zelíková. Dobrovolná oběť lásky a smíru za duše, 1957 (napsáno v internaci, cyklostyl)
- Minutěnka, 1964 (napsáno v internaci, cyklostyl)